# Pattonomys semivillosus
Pattonomys semivillosus е вид бозайник от семейство Бодливи плъхове (Echimyidae).

## Разпространение
Видът е разпространен във Венецуела и Колумбия.